# Wierzchowo (Poméranie-Occidentale)
Wierzchowo est un village de la gmina de Wierzchowo et du powiat de Drawsko, dans la Voïvodie de Poméranie occidentale, au nord-ouest de la Pologne. Il se situe à environ 22 km à l'est de Drawsko Pomorskie et 101 km à l'est de la capitale régionale Szczecin.

## Histoire
De 1816 à 1945, Virchow fait partie de l'arrondissement de Dramburg dans le district de Köslin au sein de la province de Poméranie.